# Saint-Jory
Saint-Jory är en kommun i departementet Haute-Garonne i regionen Occitanien i södra Frankrike. Kommunen ligger i kantonen Fronton som tillhör arrondissementet Toulouse. År 2022 hade Saint-Jory 7 996 invånare.

## Befolkningsutveckling
Antalet invånare i kommunen Saint-Jory
Referens:INSEE

## Monument

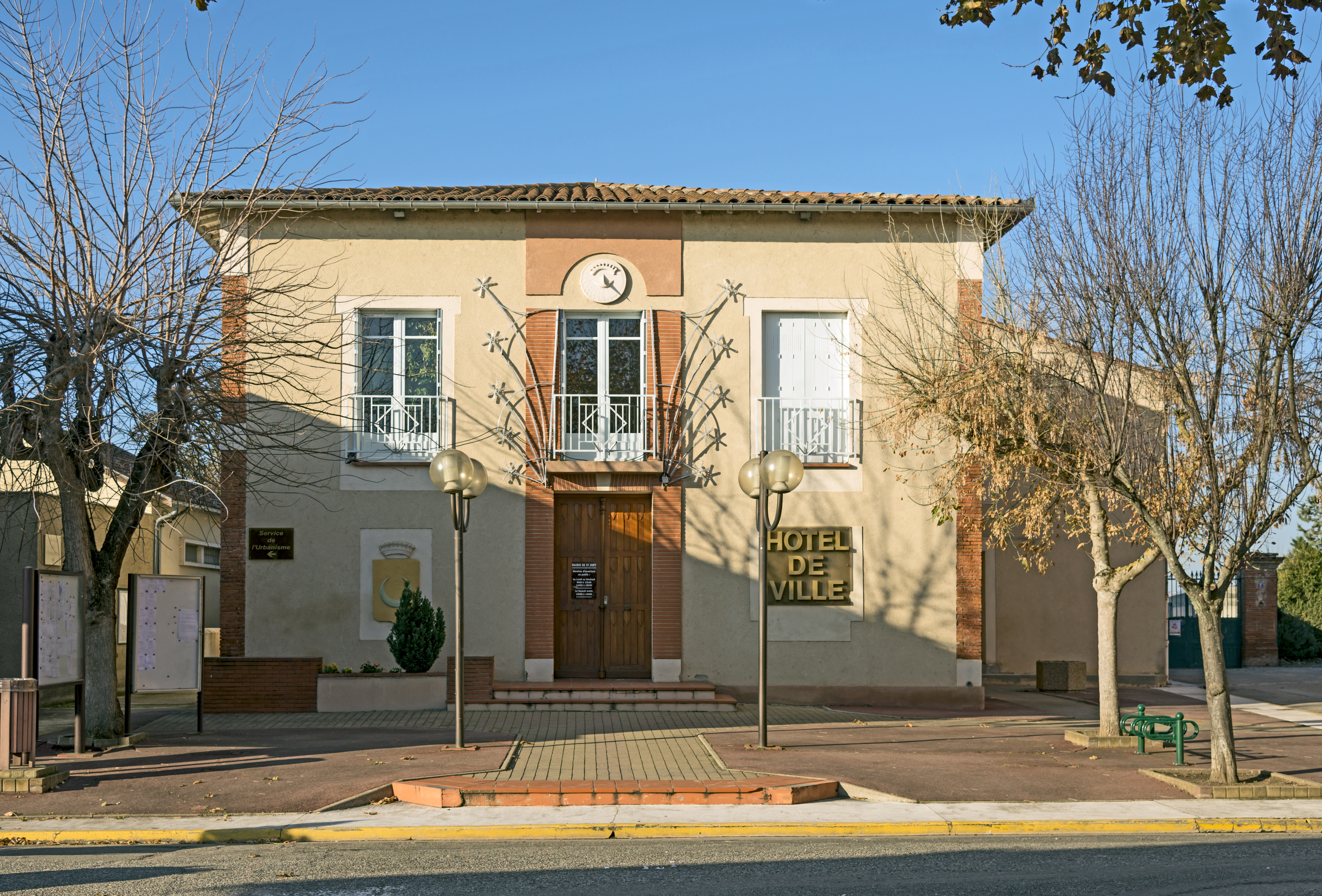
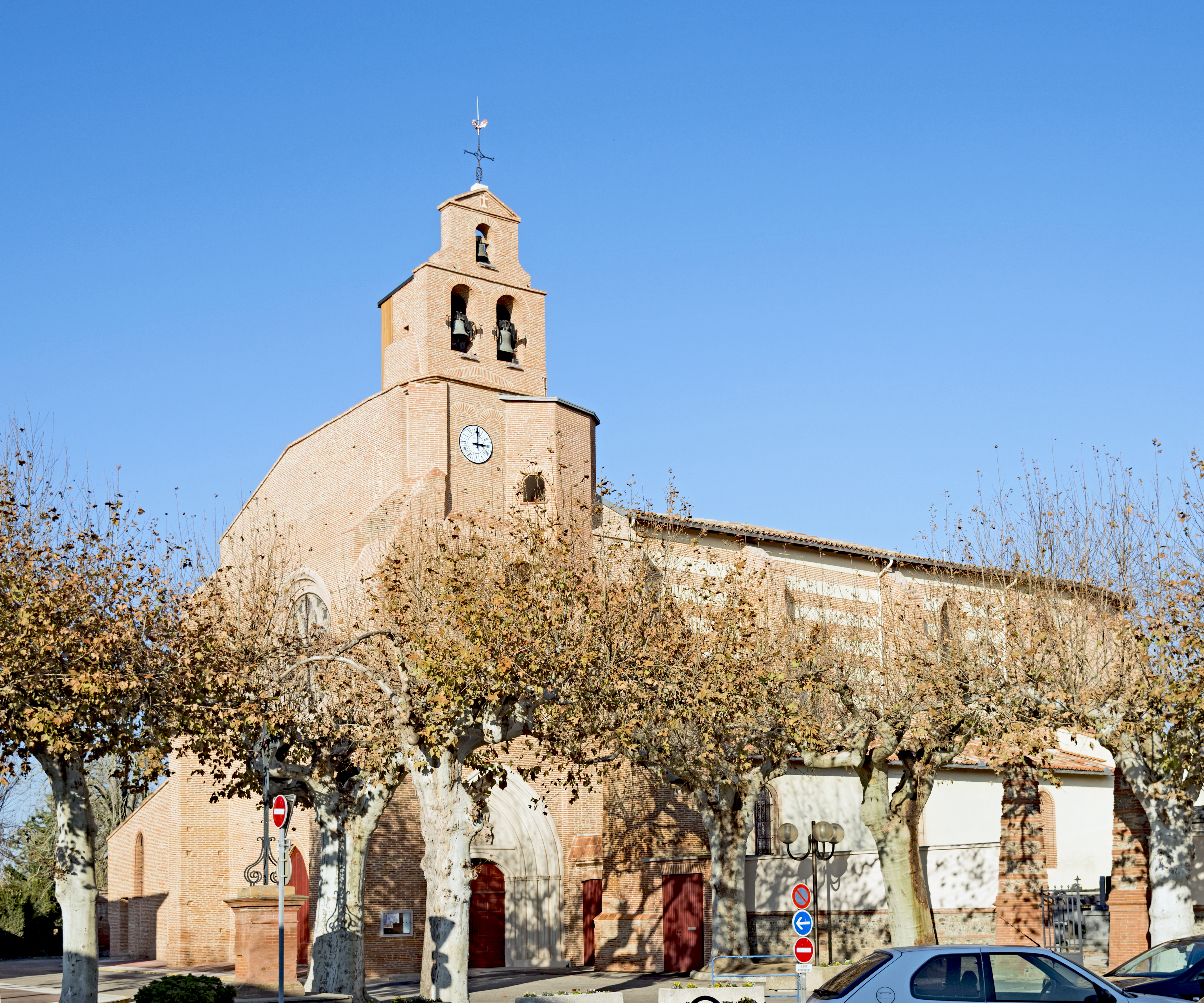
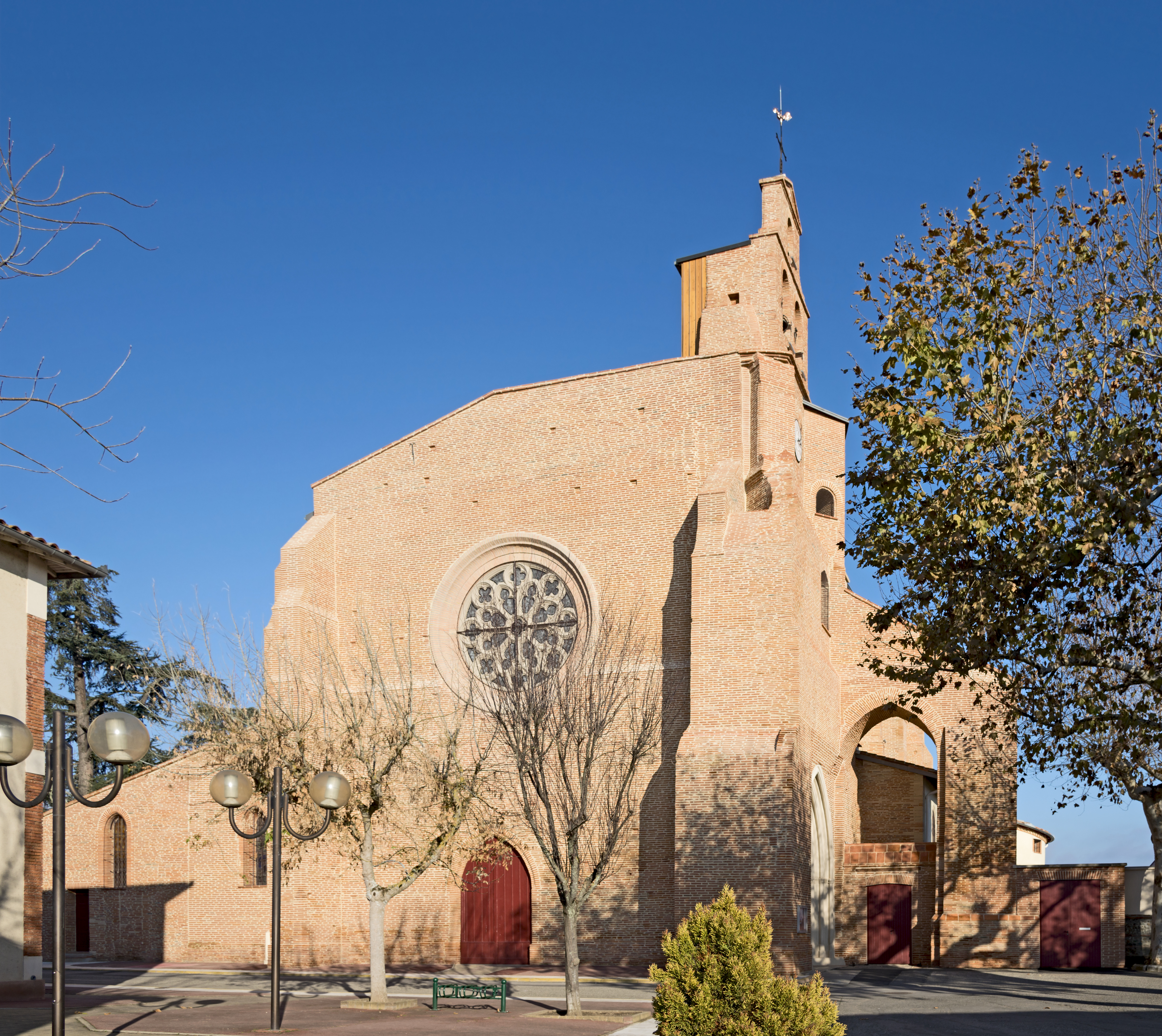
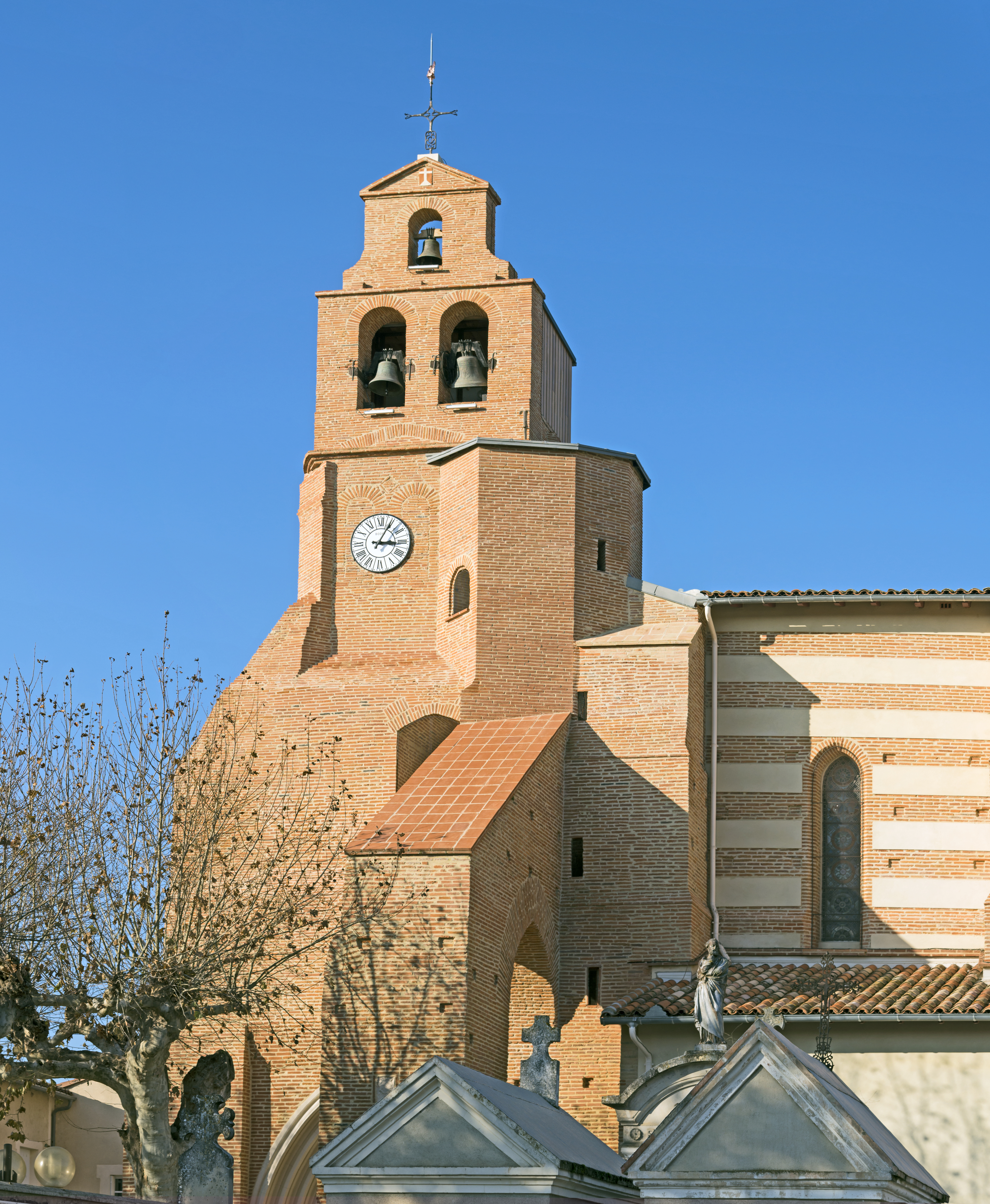